# Pulchrana signata
Espèce
Synonymes
- Polypedates signatus Günther, 1872
- Rana signata (Günther, 1872)
- Hylarana signata (Günther, 1872)
- Rana obsoleta Mocquard, 1890

Statut de conservation UICN

 LC  : Préoccupation mineure
Pulchrana signata est une espèce d'amphibiens de la famille des Ranidae.

## Répartition
Cette espèce se rencontre :
- dans le sud de la Thaïlande ;
- en Malaisie péninsulaire et orientale ;
- en Indonésie sur l'île de Sumatra.

## Publication originale
- (en) Günther, 1872 : On the reptiles and amphibians of Borneo. Proceedings of the Zoological Society of London, vol. 1872, p. 586-600 (texte intégral).